# Esquerra i País
Esquerra i País (EiP) fou un corrent intern nacionalista dins del partit polític Esquerra Unida del País Valencià (EUPV), federació valenciana d'Izquierda Unida que es constituí arrel del cinquè congrés de la formació en 1997. Liderats pel seu portaveu Pasqual Mollà, foren expulsats d'EUPV el 2007 i formaren el nou partit Iniciativa del Poble Valencià.
Aquest corrent fou defensor de la complementarietat de l'esquerra i el nacionalisme valencians, pel qual va defendre dins dels òrgans de direcció d'EUPV l'aliança electoral amb el Bloc Nacionalista Valencià i altres formacions minoritàries d'esquerres i nacionalistes. Un esforç que va fructificar a les eleccions a les Corts Valencianes de 2007 en la coalició Compromís pel País Valencià i que desembocà en una greu crisi interna a EUPV entre el Partit Comunista del País Valencià (PCPV) junt al grup de militants que donaven suport a l'aleshores coordinadora general Glòria Marcos, front a la gent d'EiP i altres militants ex-comunistes liderats per Joan Ribó o Alfred Botella organitzats dins el corrent de Projecte Obert. Tant EiP com la gent de Projecte Obert foren expulsats d'EUPV el 2007. Alguns dels dirigents polítics més destacat d'EiP, a més de Pasqual Mollà ha estat la seua filla Mireia Mollà, Mónica Oltra o Dolors Pérez.